# Клінічна етнографія
Клінічна етнографія — термін, вперше використаний Гілбертом Гердтом і Робертом Столлером у серії робіт у 1980-х роках. За визначенням Гердта, клінічна етнографія
це інтенсивне вивчення суб'єктивності в культурному контексті... клінічна етнографія зосереджена на мікроскопічному розумінні сексуальної суб'єктивності та індивідуальних відмінностей у міжкультурних спільнотах. Те, що відрізняє клінічну етнографію від антропологічної етнографії загалом, полягає в (а) застосуванні дисциплінованої клінічної підготовки до етнографічних проблем і (б) заклопотаності у розвитку бажаннями та значеннями, які культурно розподіляються в групах і протягом життя.
Клінічна етнографія має велику схожість з особистісно орієнтованою етнографією, терміном, використаним Робертом І. Леві, психіатром з психоаналітичною підготовкою, для опису його антропологічної польової роботи на Таїті та в Непалі в 1960-1980-х роках і використаним багатьма його студентами та співрозмовниками. На практиці ці два підходи збігаються, але, здається, відрізняються акцентом: клінічна етнографія, здається, більше використовується антропологами, які пишуть про сексуальність або медичну антропологію (зокрема, психіатричну антропологію, наприклад, Luhrmann 2000, або антропологію психічних захворювань), тоді як людино-орієнтована на етнографію, хоча інколи й звертається до цих тем, частіше зосереджується на вивченні себе та емоцій між культурами. Особисто-орієнтована антропологія також передбачає стиль етнографічного письма, який акцентує увагу на психологічних тематичних дослідженнях.
Обидва підходи продовжують давню традицію психологічної антропології, зокрема дослідження культури та особистості. Дослідники цієї школи зазвичай мали підготовку в галузі антропології або психіатрії (рідше — в обох), проводили етнографічну польову роботу, спираючись на психодинамічні теорії (хоча не обов'язково на ортодоксальну фройдівську теорію), а також володіли певними навичками психіатричних або клінічних психологічних методів інтерв'ю. Вони звертали особливу увагу на питання, такі як роль культури в емоціях, сексуальності, ідентичності, самопереживанні та психічному здоров'ї в міжкультурних дослідженнях. Фігури цієї ширшої традиції включають, але не обмежуються ними: Джин Бріггс, Джордж Девере, Кора Дюбуа, А. Ірвінг Геллоуелл, Абрам Кардінер, Ральф Лінтон, Мелфорд Спіро та, принаймні, дотично Грегорі Бейтсон, Маргарет Мід і Марвін Оплер.
Активні дослідницькі та навчальні програми з клінічної етнографії сьогодні включають напрям клінічної етнографії та психічного здоров'я на кафедрі порівняльного людського розвитку Чиказького університету та деяких якісних дослідників у Національному ресурсному центрі сексуальності, яким керує Гілберт Герд у Сан-Франциско Державний університет ім. Крім Гердта, вчені використовують цей термін, зокрема Ендрю Боксер, Бертрам Дж. Колер і Таня Лурманн, а також багато їхніх студентів.

## Дивіться також
- Педагогічна психологія
- Якісне дослідження